# Blanchs café

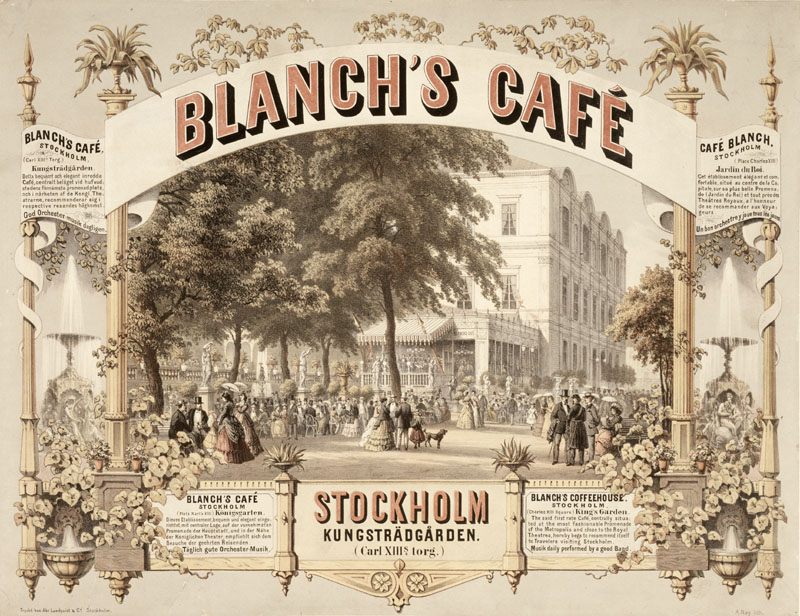
Affisch från 1870-talet. Alexander Nay

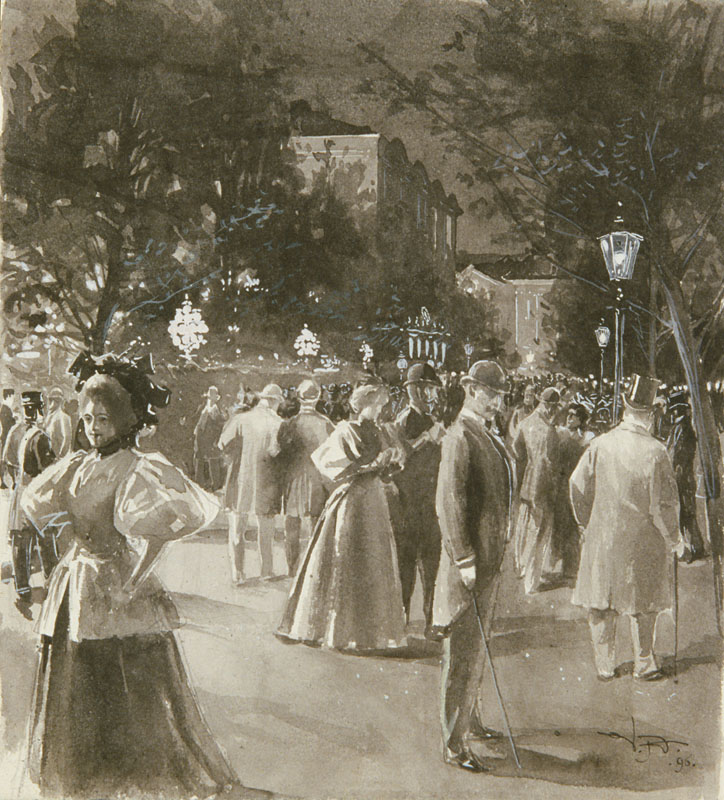
Nattliv utanför Blanch's café 1896
Victor Andrén

Blanchs café, även Blanch's café och restaurang, var ett kafé och restaurang, mellan 1868 och 1964, beläget i en numera riven byggnad på Hamngatan vid Kungsträdgården i Stockholm.  
Nöjesetablissemanget var inrymt i Ateljébyggnaden vid Kungsträdgården som uppfördes 1866 efter ritningar av arkitekten Albert Törnqvist vid Ateljerbyggnadsaktiebolaget, och var ursprungligen tänkt att rymma utställnings- och ateljélokaler varför det var försett med stora fönster i byggnadens övre etage. Här hade Stockholms konstförening lokaler från 1868. Operakällarens tidigare chef Theodor Blanch (1835–1911) öppnade i dess bottenvåning Blanchs café i juli 1868. Interiören var elegant och luftig, med kristallkronor, mjuka mattor och bekväma stolar.
Levande musik spelades varje eftermiddag, och inhemska och utländska tidningar var utlagda i matsalen. Blanch introducerade kypare i frack och vita dukar på alla bord. Under första världskriget introducerade de även kabaré efter franskt manér, vilken kallades Svarta katten och verkade under åren 1914-1918.
Blanchs café blev 1 mars 1879 platsen för Stockholmspremiären för det elektriska ljuset.[källa behövs]
1879 uppförde Blanch Blancheteatern bakom sitt café. Caféet hade alltså namn efter krögaren Theodor Blanch, medan teatern fick sitt namn efter författaren August Blanche. Byggnaden där caféet låg ersattes på 1960-talet av Sverigehuset, som en del av Norrmalmsregleringen.